# 朱祖寿
朱祖寿（1945年6月—2023年1月1日），江苏省无锡人，中华人民共和国政治人物、外交官。北京外国语大学毕业。

## 生平
1970年至1988年，北京外交人员服务局科员、副处长。1988年至1991年，驻泰王国大使馆一等秘书。1994年至1998年，外交部港澳事务办公室参赞、副主任、主任；1998年至2001年，外交部港澳台司司长。
2001年10月20日，在中國大陸各界對台「抗震救災」記者會，抨擊台灣當局「要錢不要物」，阻止中國大陸派地震專家組赴台，並不斷「歪曲」、「造謠」大陸對抗震救災的努力。出席官員除反駁台灣各項「不實指控」外，還抨擊台灣當局利用地震搞「兩國論」、「地震外交」。外交部港澳台司長朱祖壽說，聯合國要對台啟動國際救援確實需要主權國同意，這是各國按聯合國規章辦事。雖然台灣方面表示不需要了，但外交部對凡能提供援助的國家將給予便利，希望台灣不要利用地震企圖與主權國家直接聯繫搞「地震外交」。朱祖壽特別澄清並沒有「阻撓」俄國救援飛機赴台。他說，在俄羅斯緊急狀況部透過俄羅斯駐華大使館提出赴台救援計劃後，「由於需要一些時間處理」，無論那一部門都沒有阻撓，朱祖壽強調，「我們都一律批准，所謂拖延俄機赴台是台灣一些人造謠」。
2001年至2003年，任中华人民共和国驻荷兰王国特命全权大使，兼常驻禁止化学武器组织代表；2003年9月，任中华人民共和国驻匈牙利共和国特命全权大使。2004年6月，实现胡锦涛主席访问匈牙利，使两国关系进入新阶段。2007年1月离任回国。退休后任中国匈牙利友好协会会长。
2023年1月1日6时59分，因感染新冠病毒引起肺部疾病伴随基础病医治无效，在北京去世，终年77岁。